# Мария Боску
Марѝя Спиридона Бо̀ску (на гръцки: Μαρία Σπυρίδωνα Μπόσκου) е гръцки политик, депутат в Гръцкия парламент от 1996 до 2000 година, първата жена депутат от ном Иматия.

## Биография
Родена е в 1963 година в македонското градче Негуш (Науса), където и живее. Работи като счетоводител. Вицепрезидент е на Негушкия център на труда. Член е на областния комитет на Комунистическата партия на Гърция. Кандидатка е за евродепутат на евроизборите през 1994 година, но не успява да спечели мандат. В 1996 година е избрана от ном Иматия от Комунистическата партия за депутат.